# 伊利耶孔布赖
伊利耶孔布赖（法語：Illiers-Combray，法語發音：[ilje kɔ̃bʁɛ]），法国中北部城市，中央-卢瓦尔河谷大区厄尔-卢瓦省的一个市镇，隶属于沙特尔区，其市镇面积为33.6平方公里，2022年1月1日时人口数量为3,228人，在法国城市中排名第3,447位。
伊利耶孔布赖位于厄尔-卢瓦省中西部，卢瓦河畔，是一个区域性的中心城市，A11高速公路和沙特尔—波尔多铁路由此通过。伊利耶孔布赖是法国作家马塞尔·普鲁斯特作品《追忆似水年华》中“贡布雷”（Combray）的原型，当地建有马塞尔·普鲁斯特博物馆。

## 地名来源
“Illiers”最初于1128年以“Illetum”的形式被记载，该名称的来源尚存在争议，可能出自拉丁语“Isla”，意为“岛屿”，亦可能出自古凯尔特语“Illia”，意为“城镇”；“Combray”一名则出自法国作家马塞尔·普鲁斯特的作品《追忆似水年华》，该名称自1971年起成为当地官方名称的一部分。
伊利耶孔布赖是法国仅有的三座以文学作品中虚拟地名作为官方名称的市镇之一（另外两座分别是方丹德沃克吕兹和勒普莱西罗班松）。

## 历史

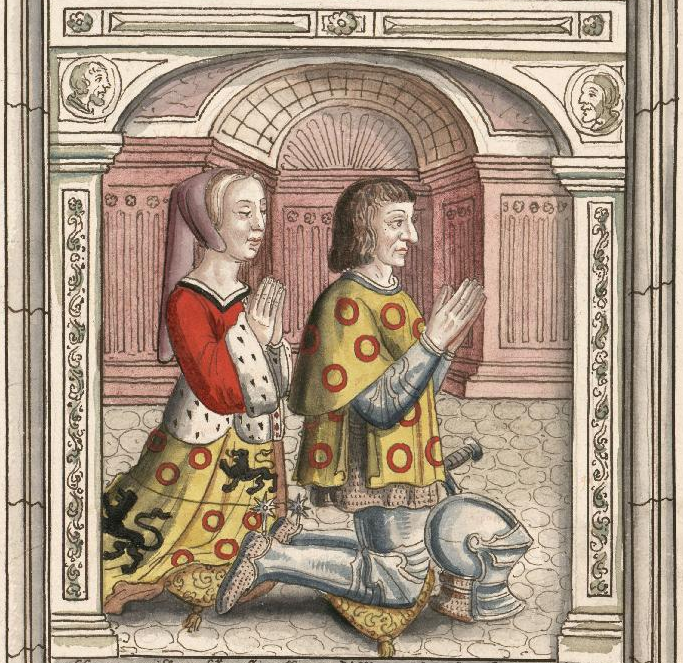
加入圣女贞德军队的伊利耶领主弗洛朗（绘画）

伊利耶孔布赖的早期历史尚不清楚。根据厄尔-卢瓦省档案馆网站的论述，伊利耶始建于中世纪中期，彼时莫尔塔涅伯爵及沙托丹子爵热奥弗鲁瓦一世在此兴建了一处城堡，此后其附近逐渐形成聚落。12世纪初，在罗贝尔一世的要求下，伊利耶城堡被拆除，但其塔楼则得以保留。13世纪时，伊利耶境内出现了一处漢生病療養院，后于1328年被腓力六世改建成为一座神学院。英法百年战争期间，伊利耶领主弗洛朗（Florent d'Illiers）加入圣女贞德的军队并参与了奥尔良之围。中世纪末，伊利耶成为一个区域性的农业商贸中心。三十年战争期间，路易十三曾多次在伊利耶附近与西班牙军队发生交战，当地的教堂曾遭到破坏，但很快又恢复重建。法国大革命后，伊利耶成为厄尔-卢瓦省的一个市镇。途径伊利耶的沙特尔—波尔多铁路于1876年建成通车。第二次世界大战期间，伊利耶多位居民参与自由射手和法国游击队，其中五名犹太人于1944年被纳粹德军杀害。1971年3月29日，在法国内政部长雷蒙·马塞兰的批准下，“伊利耶”更名为“伊利耶孔布赖”。2021年9月15日，法国总统埃马纽埃尔·马克龙曾到访伊利耶孔布赖。

## 地理

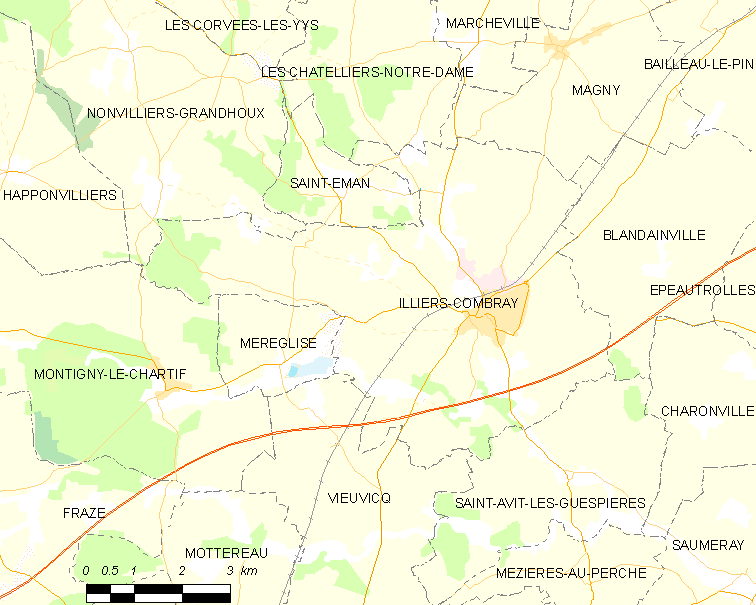
伊利耶孔布赖市镇范围地图

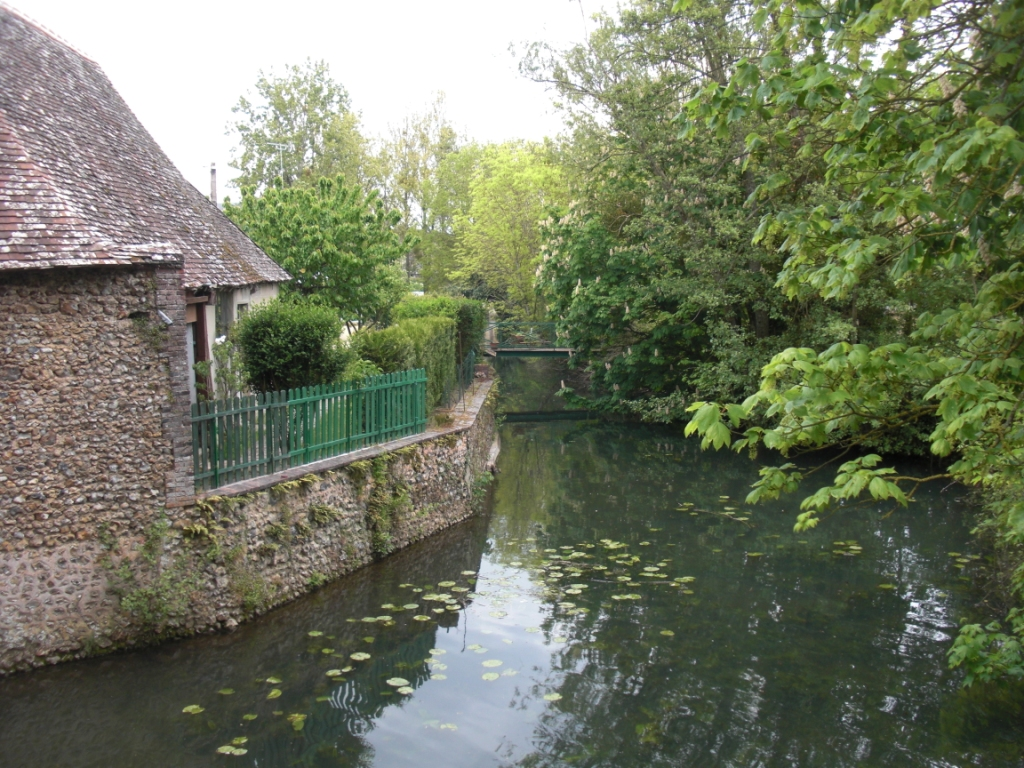
流经伊利耶孔布赖的厄尔河

伊利耶孔布赖位于法国中北部，中央-卢瓦尔河谷大区北部和厄尔-卢瓦省中西部，距离省会沙特尔大约28公里。与伊利耶孔布赖接壤的市镇包括：莱沙特利耶圣母村、圣埃芒、农维利耶-格朗杜、马尼、布朗丹维尔、梅雷格利斯、蒙蒂尼勒沙尔蒂夫、布朗丹维尔、维约维克和圣阿维-莱盖斯皮耶尔。

### 地形
伊利耶孔布赖位于博斯平原和佩尔什丘陵的过渡地带，境内以平原为主，市镇中心地势较为平坦，全境海拔在144到204米之间。

### 水文
伊利耶孔布赖位于卢瓦尔河流域范围内，卢瓦河自北向南流经镇中心，其右岸支流蒂罗讷河自西向东流经市镇范围南部。

### 植被
伊利耶孔布赖属于温带阔叶混交林区，林地主要分布于河流附近，其中卢瓦河市区内的部分河段被开辟为马塞尔·普鲁斯特花园（Jardin de Marcel Proust）。
在鲜花城市的评比中，伊利耶孔布赖暂未被评级。

### 气候
伊利耶孔布赖在柯本气候分类法中属于温带海洋性气候（Cfb）。
距离伊利耶孔布赖最近的常年气象站位于布朗丹维尔境内，以下为该气象站的数据（其中日照数据取自沙托丹气象站）：
| 布朗丹维尔 1981年－2019年 | 布朗丹维尔 1981年－2019年 | 布朗丹维尔 1981年－2019年 | 布朗丹维尔 1981年－2019年 | 布朗丹维尔 1981年－2019年 | 布朗丹维尔 1981年－2019年 | 布朗丹维尔 1981年－2019年 | 布朗丹维尔 1981年－2019年 | 布朗丹维尔 1981年－2019年 | 布朗丹维尔 1981年－2019年 | 布朗丹维尔 1981年－2019年 | 布朗丹维尔 1981年－2019年 | 布朗丹维尔 1981年－2019年 | 布朗丹维尔 1981年－2019年 |
| 月份                      | 1月                       | 2月                       | 3月                       | 4月                       | 5月                       | 6月                       | 7月                       | 8月                       | 9月                       | 10月                      | 11月                      | 12月                      | 全年                      |
| ------------------------- | ------------------------- | ------------------------- | ------------------------- | ------------------------- | ------------------------- | ------------------------- | ------------------------- | ------------------------- | ------------------------- | ------------------------- | ------------------------- | ------------------------- | ------------------------- |
| 历史最高温 °C（°F）       | 16.9 (62.4)               | 17.2 (63.0)               | 22.9 (73.2)               | 26.7 (80.1)               | 30.1 (86.2)               | 36.8 (98.2)               | 37.5 (99.5)               | 39.8 (103.6)              | 33.7 (92.7)               | 28.5 (83.3)               | 20.5 (68.9)               | 16.4 (61.5)               | 39.8 (103.6)              |
| 平均高温 °C（°F）         | 6.1 (43.0)                | 7.9 (46.2)                | 11.5 (52.7)               | 15.1 (59.2)               | 18.7 (65.7)               | 22.7 (72.9)               | 25 (77)                   | 25.4 (77.7)               | 21.4 (70.5)               | 16.3 (61.3)               | 10.1 (50.2)               | 6.2 (43.2)                | 15.5 (59.9)               |
| 日均气温 °C（°F）         | 3.6 (38.5)                | 4.7 (40.5)                | 7.2 (45.0)                | 9.8 (49.6)                | 13.4 (56.1)               | 16.6 (61.9)               | 18.6 (65.5)               | 19 (66)                   | 15.5 (59.9)               | 11.9 (53.4)               | 7 (45)                    | 3.7 (38.7)                | 10.9 (51.6)               |
| 平均低温 °C（°F）         | 1.1 (34.0)                | 1.5 (34.7)                | 2.9 (37.2)                | 4.4 (39.9)                | 8 (46)                    | 10.6 (51.1)               | 12.3 (54.1)               | 12.5 (54.5)               | 9.6 (49.3)                | 7.5 (45.5)                | 4 (39)                    | 1.3 (34.3)                | 6.3 (43.3)                |
| 历史最低温 °C（°F）       | −18.1 (−0.6)              | −17.4 (0.7)               | −9.5 (14.9)               | −4.3 (24.3)               | −0.8 (30.6)               | 1 (34)                    | 4.9 (40.8)                | 4.3 (39.7)                | 0.9 (33.6)                | −5.1 (22.8)               | −10.1 (13.8)              | −11.5 (11.3)              | −18.1 (−0.6)              |
| 平均降水量 mm（）         | 54.6 (2.15)               | 46.1 (1.81)               | 46.7 (1.84)               | 44.4 (1.75)               | 51.2 (2.02)               | 47.2 (1.86)               | 55.7 (2.19)               | 43.5 (1.71)               | 40.5 (1.59)               | 65.2 (2.57)               | 61 (2.4)                  | 66.4 (2.61)               | 622.5 (24.51)             |
| 月均日照時數              | 65.4                      | 87.2                      | 139.9                     | 180                       | 209.5                     | 226.3                     | 230                       | 228.4                     | 182.6                     | 120.1                     | 71.6                      | 58.4                      | 1,799.4                   |
| 来源：infoclimat.fr       |                           |                           |                           |                           |                           |                           |                           |                           |                           |                           |                           |                           |                           |

## 行政区划
伊利耶孔布赖的市镇编号为28196，邮政编号为28120。
在行政管理方面，伊利耶孔布赖隶属于法国中央-卢瓦尔河谷大区厄尔-卢瓦省沙特尔区；在地方选举方面，伊利耶孔布赖是伊利耶孔布赖县的中央投票站所在地，其市镇范围全境被划入厄尔-卢瓦省第三选区；在社会管理方面，伊利耶孔布赖是博斯和佩尔什之间市镇公共社区的办公驻地。
截至2023年8月，伊利耶孔布赖市镇范围内暂无任何城市敏感街区及城市政策优先街区。
法国国家统计与经济研究所（简称）在进行数据统计时，将伊利耶孔布赖市镇单独设为伊利耶孔布赖城市核心区（Unité urbaine d'Illiers-Combray）及伊利耶孔布赖城市区（Aire urbaine d'Illiers-Combray）。自2020年起，伊利耶孔布赖城市区被撤销，伊利耶孔布赖被划入包含117个市镇的沙特尔城市辐射区代替。此外，还将伊利耶孔布赖市镇整体看作一个“块区”（IRIS），以便于统计人口分布情况。

## 交通

### 公路
A11高速公路经过伊利耶孔布赖市区东南部，通过3.1出入口连接市区；此外还有厄尔-卢瓦省省道D12线、D23线、D126线、D149线、D149.1线、D149.3线、D154线、D352线、D921线和D941线在伊利耶孔布赖境内交汇。厄尔-卢瓦省城际客运提供校车线路，可前往伊利耶孔布赖周边部分市镇。
| 3.1 | 2.2 |

| 沙特尔-埃帕尔广场 | 26 |

| 诺让勒罗特鲁 | 35 |

| 布鲁 | 13 |

2019年，70.5%的伊利耶孔布赖家庭拥有至少一辆私人汽车。2021年，伊利耶孔布赖境内共发生各类交通事故2起，造成1人遇难，3人重伤。

### 铁路

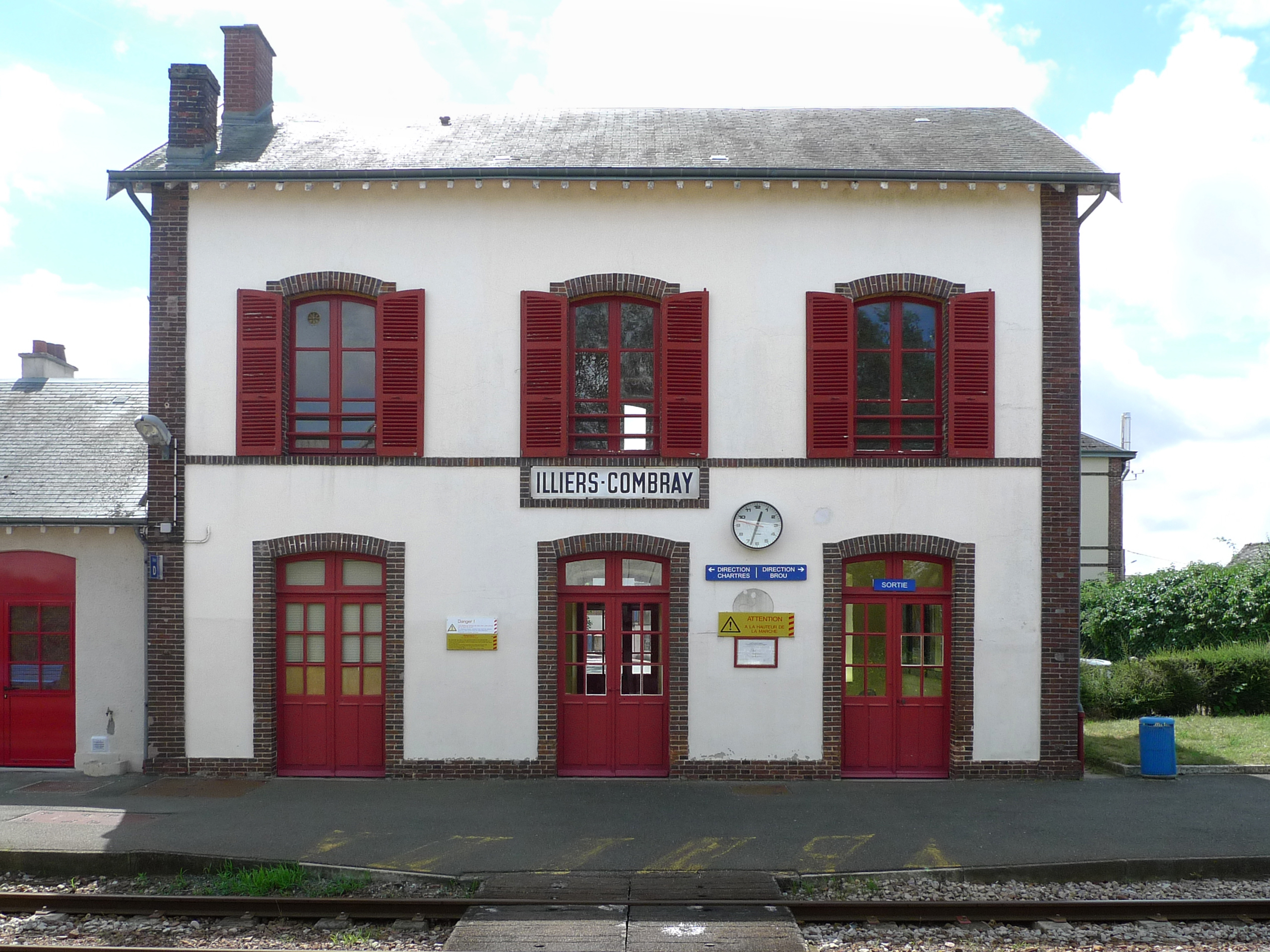
伊利耶孔布赖火车站主站房

伊利耶孔布赖位于沙特尔－波尔多铁路上，该铁路部分路段已停止客运服务或已彻底关闭。伊利耶孔布赖站位于市区北部，该站停靠往返于沙特尔和圣佩勒兰一线的区域列车。

### 航空
距离伊利耶孔布赖最近的民用航空站为107公里外的巴黎-奥利机场。

### 城市公共交通
截至2023年8月，伊利耶孔布赖暂无城市公共交通系统。

## 政治

### 市政内阁

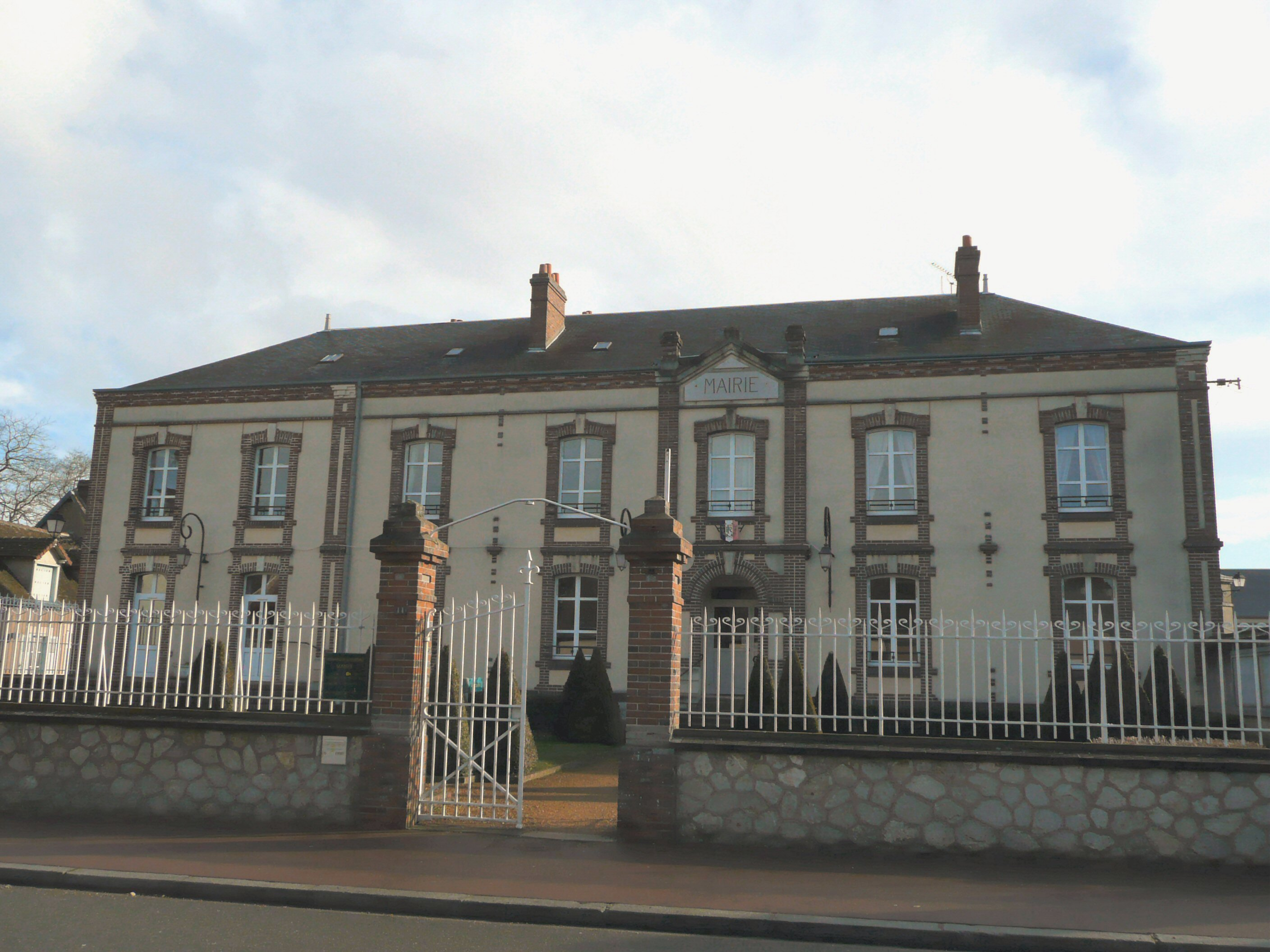
伊利耶孔布赖市政厅

伊利耶孔布赖的现任市长为贝尔纳·皮扬谢先生（Bernard PUYENCHET），他是一名无党派人士，在2020年的市政选举中获得了100.00%的支持率（无其他候选人）。
| 伊利耶孔布赖历届市长 | 伊利耶孔布赖历届市长                  | 伊利耶孔布赖历届市长 |
| 任期                 | 市长                                  | 党派                 |
| -------------------- | ------------------------------------- | -------------------- |
| 1944年－1945年       | Rémi SÉDILLOT 雷米·塞迪约             | PCF法国共产党        |
| 1945年－1947年       | Prudent CHARRON 普吕当·沙龙           | 不详                 |
| 1947年－1956年       | René FOURNIER 勒内·富尼耶             | 不详                 |
| 1956年－1964年       | Georges BILLEBAULT 乔治·比耶博        | RAD激进党            |
| 1964年－1965年       | Maurice MARTIN 莫里斯·马丁            | 無黨籍               |
| 1965年－1978年       | René COMPÈRE 勒内·孔佩尔              | 無黨籍               |
| 1978年－1989年       | Jean ALAIN 让·阿兰                    | PCF法国共产党        |
| 1989年－1995年       | Jacques GUILLARD 雅克·居亚尔          | DVD右翼无党派人士    |
| 1995年－2014年       | Jean-Claude SÉDILLOT 让-克洛德·塞迪约 | DVD右翼无党派人士    |
| 2014年－             | Bernard PUYENCHET 贝尔纳·皮扬谢       | 無黨籍               |

### 各级选举
| 伊利耶孔布赖历届投票选举结果 | 伊利耶孔布赖历届投票选举结果 | 伊利耶孔布赖历届投票选举结果 | 伊利耶孔布赖历届投票选举结果 | 伊利耶孔布赖历届投票选举结果 | 伊利耶孔布赖历届投票选举结果 | 伊利耶孔布赖历届投票选举结果 | 伊利耶孔布赖历届投票选举结果 | 伊利耶孔布赖历届投票选举结果 | 伊利耶孔布赖历届投票选举结果 |
| 选举项目                     | 选举范围                     | 选区单位                     | 选区单位内的选举结果         | 选区单位内的选举结果         | 选区单位内的选举结果         | 选区单位内的选举结果         | 选区单位内的选举结果         | 选区单位内的选举结果         | 参考资料                     |
| 选举项目                     | 选举范围                     | 选区单位                     | 第一轮胜出者                 | 第一轮胜出者                 | 支持率                       | 第二轮胜出者                 | 第二轮胜出者                 | 支持率                       | 参考资料                     |
| ---------------------------- | ---------------------------- | ---------------------------- | ---------------------------- | ---------------------------- | ---------------------------- | ---------------------------- | ---------------------------- | ---------------------------- | ---------------------------- |
| 2017年法國總統選舉           | 法國                         | 市镇                         |                              | 玛丽娜·勒庞                  | 26.55%                       |                              | 埃马纽埃尔·马克龙            | 57.47%                       | [ 30 ]                       |
| 2017年法国立法选举           | 厄尔-卢瓦省第三选区          | 市镇                         |                              | 洛尔·拉罗迪耶尔              | 33.95%                       |                              | 洛尔·拉罗迪耶尔              | 57.97%                       | [ 30 ]                       |
| 2019年欧洲议会选举           | 法國                         | 市镇                         |                              | 若尔当·巴尔代拉              | 32.44%                       | （不适用）                   | （不适用）                   | （不适用）                   | [ 32 ]                       |
| 2021年法国省级选举           | 厄尔-卢瓦省                  | 县                           |                              | 埃尔韦·比松 洛尔·拉罗迪耶尔  | 37.58%                       |                              | 埃尔韦·比松 洛尔·拉罗迪耶尔  | 65.84%                       | [ 33 ]                       |
| 2021年法国省级选举           | 厄尔-卢瓦省                  | 市镇                         |                              | 埃尔韦·比松 洛尔·拉罗迪耶尔  | 31.47%                       |                              | 埃尔韦·比松 洛尔·拉罗迪耶尔  | 65.47%                       | [ 33 ]                       |
| 2021年法国大区选举           |                              | 市镇                         |                              | 弗朗索瓦·博诺                | 26.03%                       |                              | 弗朗索瓦·博诺                | 36.53%                       | [ 34 ]                       |
| 2022年法国总统选举           | 法國                         | 市镇                         |                              | 玛丽娜·勒庞                  | 31.92%                       |                              | 玛丽娜·勒庞                  | 50.87%                       | [ 30 ]                       |
| 2022年法国立法选举           | 厄尔-卢瓦省第三选区          | 市镇                         |                              | 吕克·拉米罗                  | 32.69%                       |                              | 吕克·拉米罗                  | 52.68%                       | [ 30 ]                       |

## 人口
2020年，伊利耶孔布赖市镇人口数量为3,237，在法国排名第3,447位。其中男性1,558人，女性1,708人，75岁及以上人口占12.6%，外籍人口数量为54人，人口密度为96人/平方公里，当地居民被称为（男性）或（女性）。2020年，伊利耶孔布赖境内出生17人，死亡人口69人。
| 伊利耶孔布赖1901年－2020年人口变化情况 |
|                                        |
| 数据来源：Cassini、INSEE               |

## 经济
伊利耶孔布赖是一个区域性的中心城市。截至2023年8月，伊利耶孔布赖市镇范围内共有各类用人单位（包含自雇）417家，平均历史为19年，其中98.6%为中小型企业（PME），2023年6月至8月间，当地的经济活力指数为0.24%。（零售）、（包装）及（金属构件）是当地2021年营业额最高的三个企业，分别为29,723,663欧元、16,487,158欧元和3,636,381欧元。

## 财政与居民收入
2021年，伊利耶孔布赖的财政收入总额为3,103,850欧元，财政支出总额为2,559,620欧元，当年的债务总额为656,040欧元。2021年，伊利耶孔布赖市镇通过增值税获得94,090欧元的收入，此外当地还共获得了164,930欧元的国家直接财政补助。
2019年，伊利耶孔布赖的人均月收入总额为2,025欧元，其中高级职员为3,548欧元，低于法国平均水平（4,230欧元）；中级职员为2,394欧元，低于法国平均水平（2,411欧元）；普通职员为1,735欧元，亦低于法国平均水平（1,740欧元）。
2019年，伊利耶孔布赖境内的贫困率为13%，青壮年（15至64岁）失业率为11.1%；当地40.6%的家庭拥有纳税资格，平均纳税2,352欧元，低于法国平均水平（4,393欧元）。

## 社会事务

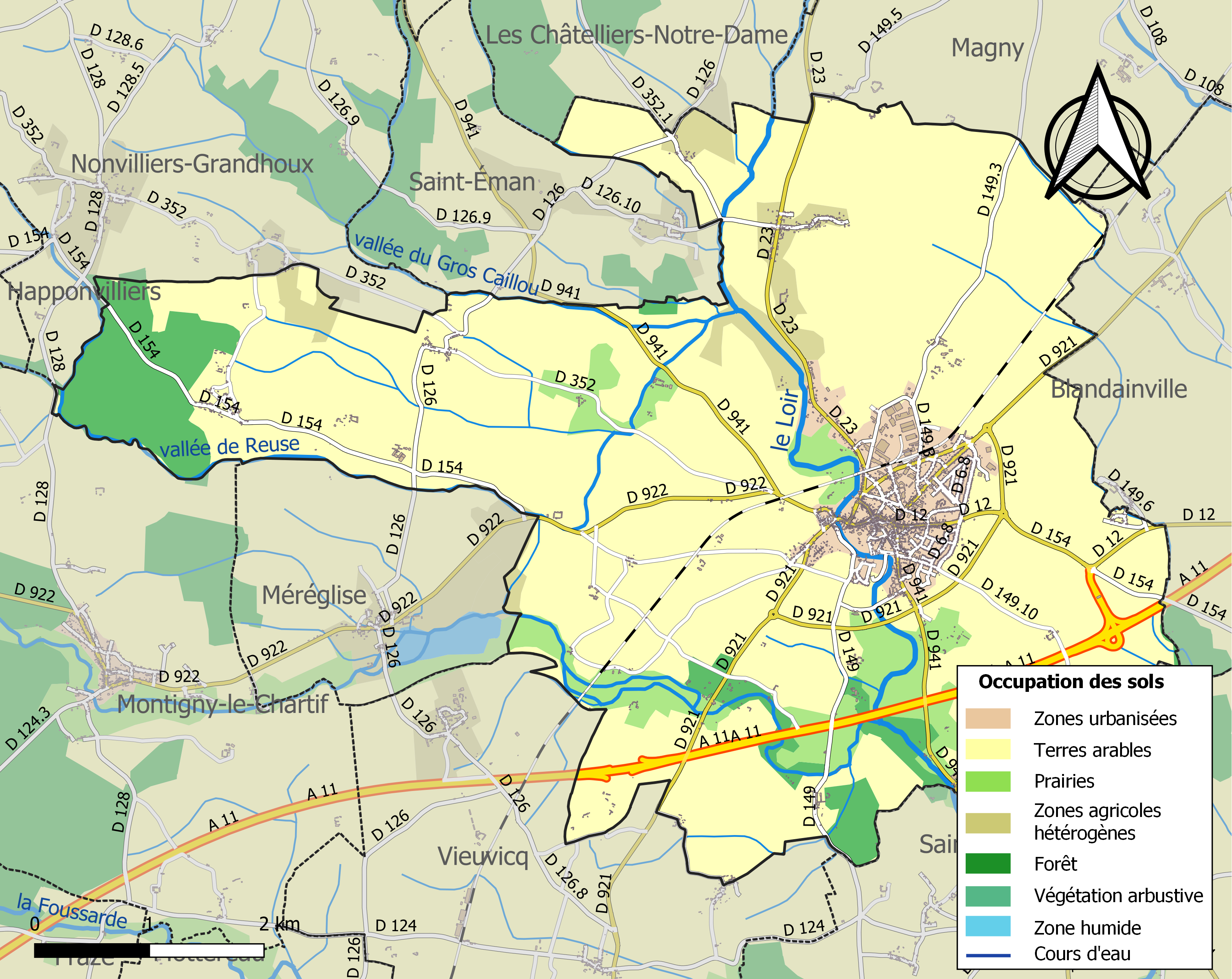
伊利耶孔布赖土地利用情况地图

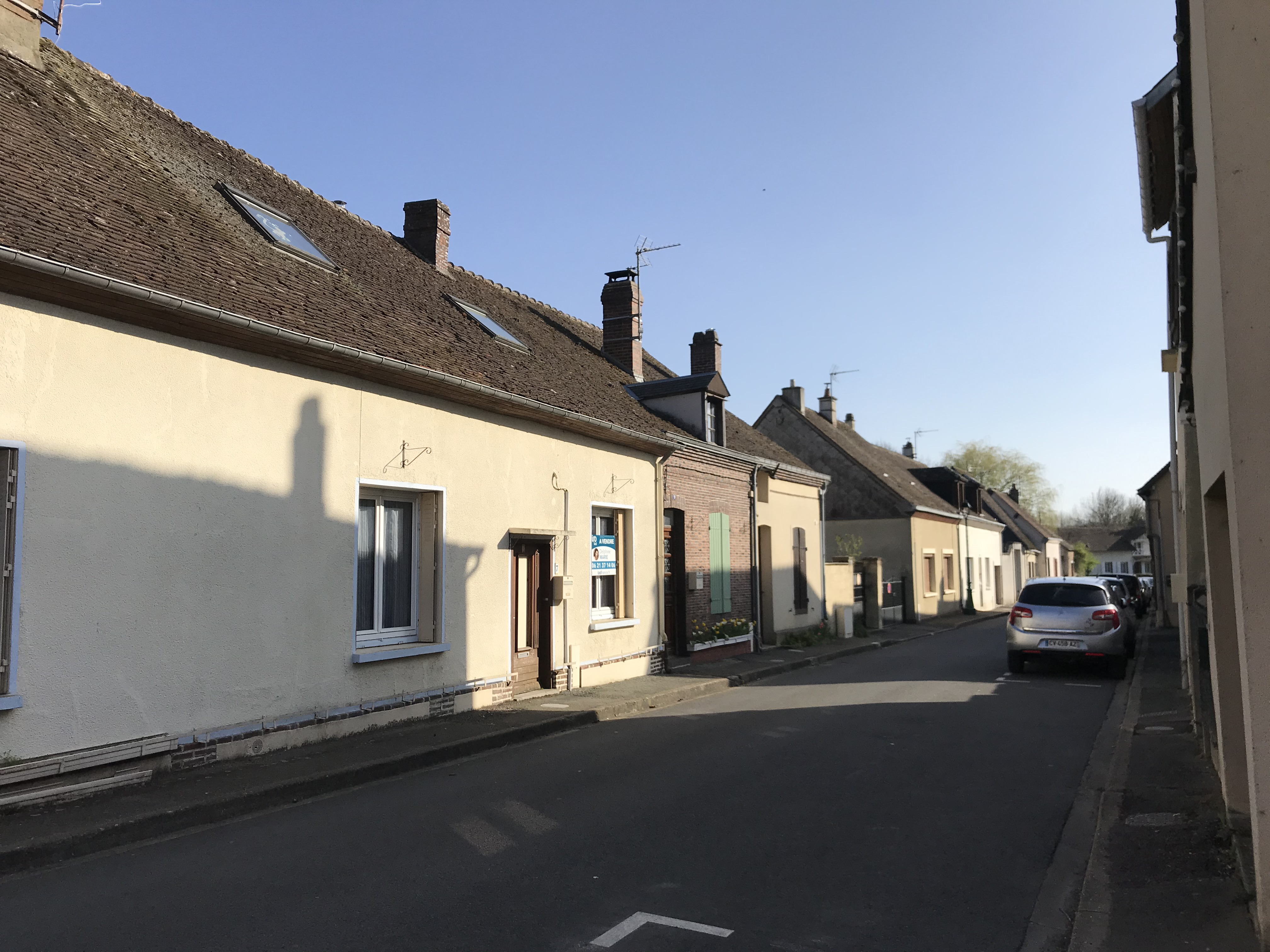
枫丹街

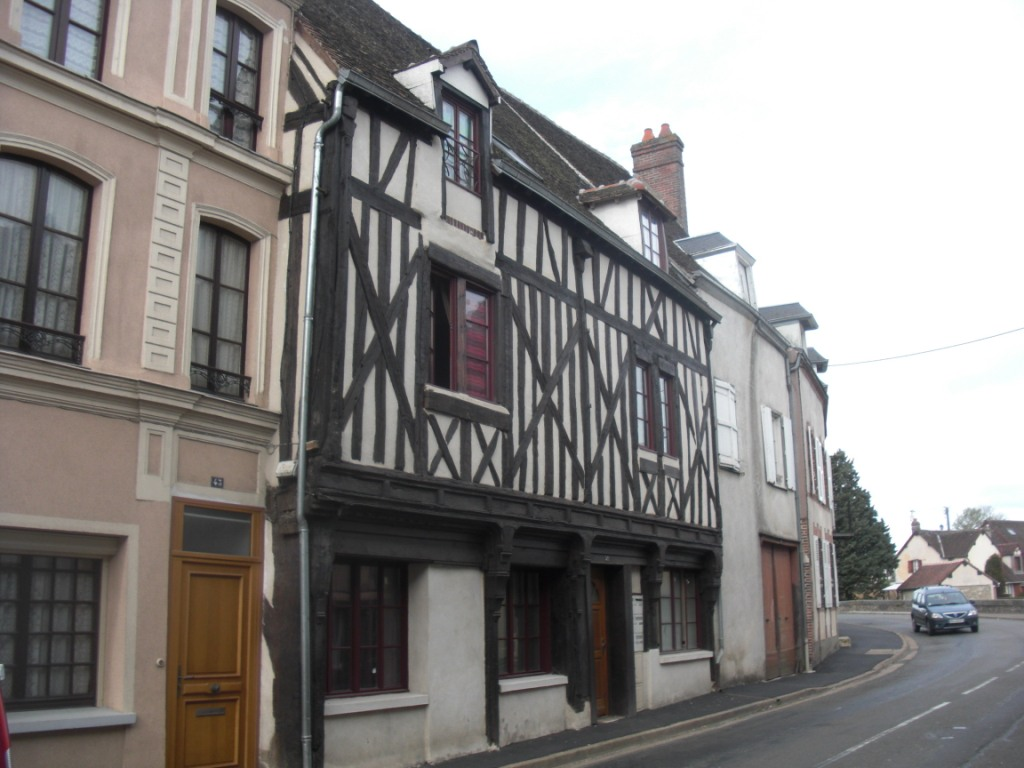
一处传统民居

### 教育
伊利耶孔布赖属于奥尔良-图尔学区。截至2021年1月1日，伊利耶孔布赖境内共有1所幼儿园、2所小学和1所初级中学。2021至2022学年度，伊利耶孔布赖境内共有在校中等教育阶段学生538名。

### 医疗
截至2021年1月1日，伊利耶孔布赖境内共有全科医生2名、保健师2名、牙医2名和护士4名。境内共有药房1家、残疾人帮扶中心1家。
距离伊利耶孔布赖最近的区域性医疗机构为沙特尔中心医院（Centre hospitalier de Chartres），其主病区路易·巴斯德医院位于勒库德赖，距离伊利耶孔布赖市区的正常车程大约29分钟，该院设有床位564个，是当地规模最大的公立综合性医院。

### 住房
2019年，伊利耶孔布赖境内共有各类住房1,817套，其中75.7%为独立式居民区，23.3%为集中式居民区。常住房屋占伊利耶孔布赖市镇范围内居民建筑总量的81.9%。
在住房保障政策方面，2021年，伊利耶孔布赖境内共有256户家庭获得了住房经济补助，受益人数占总人口数量的7.9%，其中243份为房租补助。

### 商业
2021年，伊利耶孔布赖境内共有各类实体商铺74家，其中餐厅6家、大型超市2家、杂货店2家、面包房2家、肉铺1家、银行门店4家、美容美发店7家、汽车维修店8家。市区东北部建有Intermarché和Bricomarché大型购物商场。

### 体育
2021年，伊利耶孔布赖境内共有2家游泳池、1间体育馆、3处网球场、1处足球或橄榄球场以及1处篮球或排球场。
截至2023年8月，伊利耶孔布赖人民大学（Université Populaire d'Illiers-Combray，编号504910）是伊利耶孔布赖境内唯一的一家注册足球俱乐部，其主队于2022年9月起停止比赛，其主场为市政球场（Stade Municipal）。

### 环境
伊利耶孔布赖的环境事务由其所属的博斯和佩尔什之间市镇公共社区联合各级政府协调负责。2021年，伊利耶孔布赖境内共有1家污染企业。

### 治安
2021年，伊利耶孔布赖市镇范围内有1处宪兵队。
伊利耶孔布赖及其附近的共78个市镇是沙托丹国家宪兵队（zone gendarmerie de Châteaudun）的管辖范围。2020年，该宪兵队累计记录各类案件1,863起，其中盗窃类案件757起，经济类案件260起，毒品交易类案件131起。

## 文化

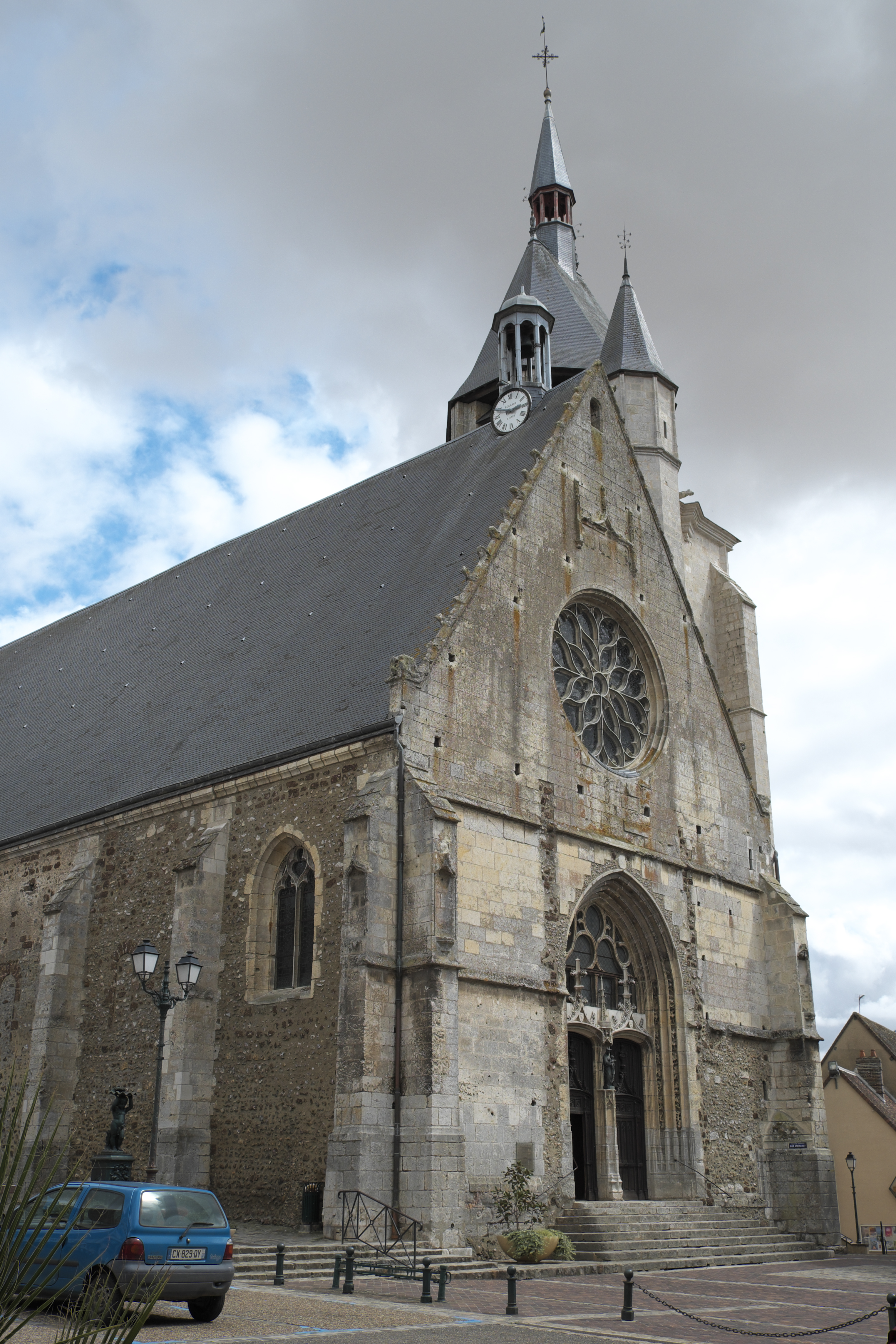
圣雅各教堂

2021年，伊利耶孔布赖境内共有2家博物馆。伊利耶孔布赖境内建有市际多媒体中心（La médiathèque intercommunale de Combray），每周二、三、五、六向公众开放。

### 建筑
伊利耶孔布赖境内有多处历史建筑，其中伊利耶孔布赖城堡、圣雅各教堂等为法国国家文物保护单位。

### 旅游
伊利耶孔布赖的旅游事务由其所属的博斯和佩尔什之间市镇公共社区负责。2022年，伊利耶孔布赖境内共有2家酒店共计20间房间；另有1个露营地，可容纳共79辆露营车。

### 媒体
法国主要的媒体均可在伊利耶孔布赖接收，法国电视三台下属的中央-卢瓦尔河谷大区频道在部分时段播出伊利耶孔布赖所在厄尔-卢瓦省的地方新闻。《共和回声报》、蓝色法兰西奥尔良广播等是当地主要的地方性媒体。

## 相关人物
法国女政治家米盖特·迪尼出生于伊利耶孔布赖。

## 友好城市
截至2023年8月，伊利耶孔布赖共与三座城市建立了友好城市关系：
- 義大利 安韦尔萨-德利阿布鲁齐
- 英格兰 Coniston
- 德国 Gemünden